# Дырлевци
Дырлевци (болг. Дърлевци) — село в Болгарии. Находится в Великотырновской области, входит в общину Елена. Население составляет 2 человека (2022).

## Галерея

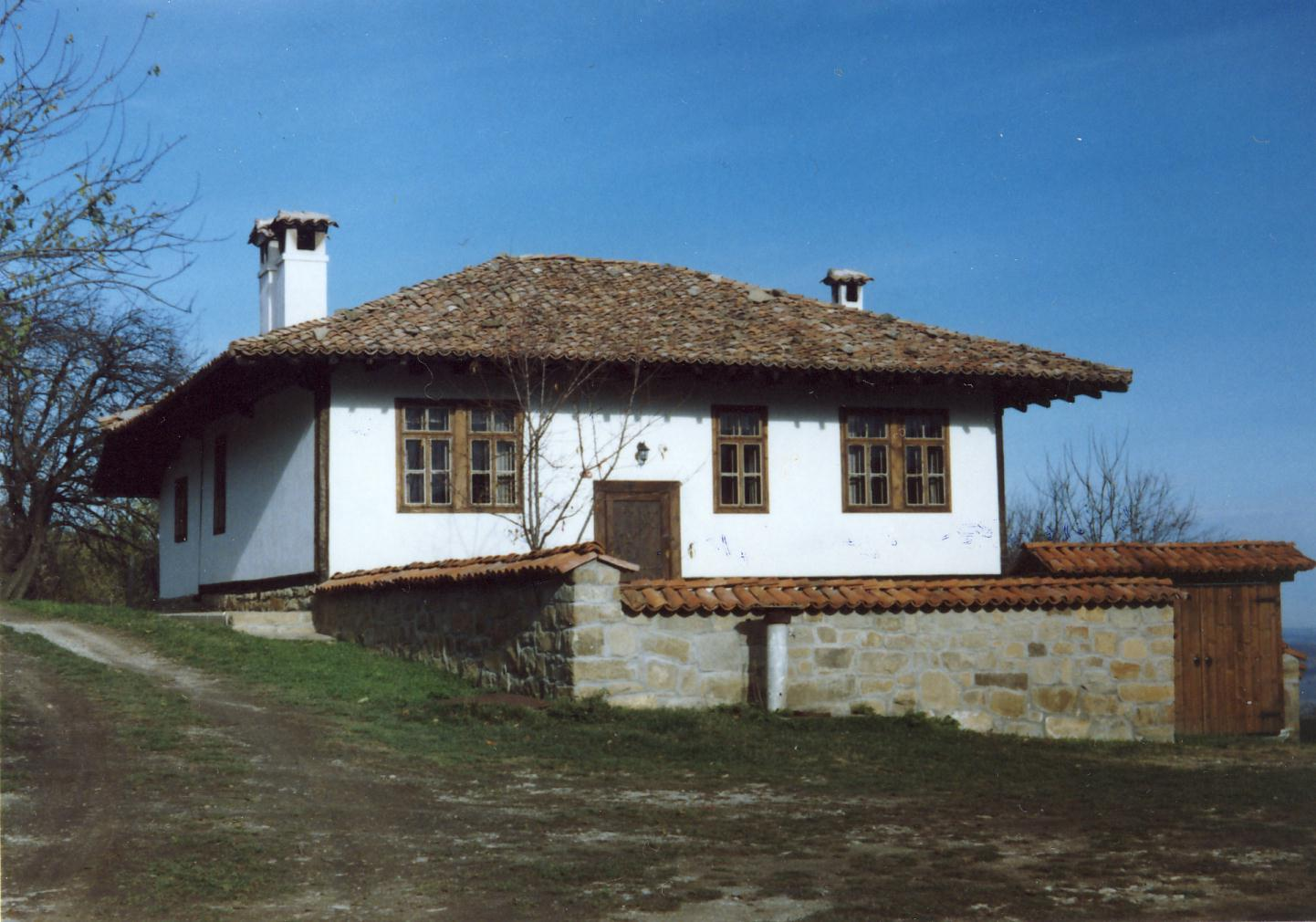
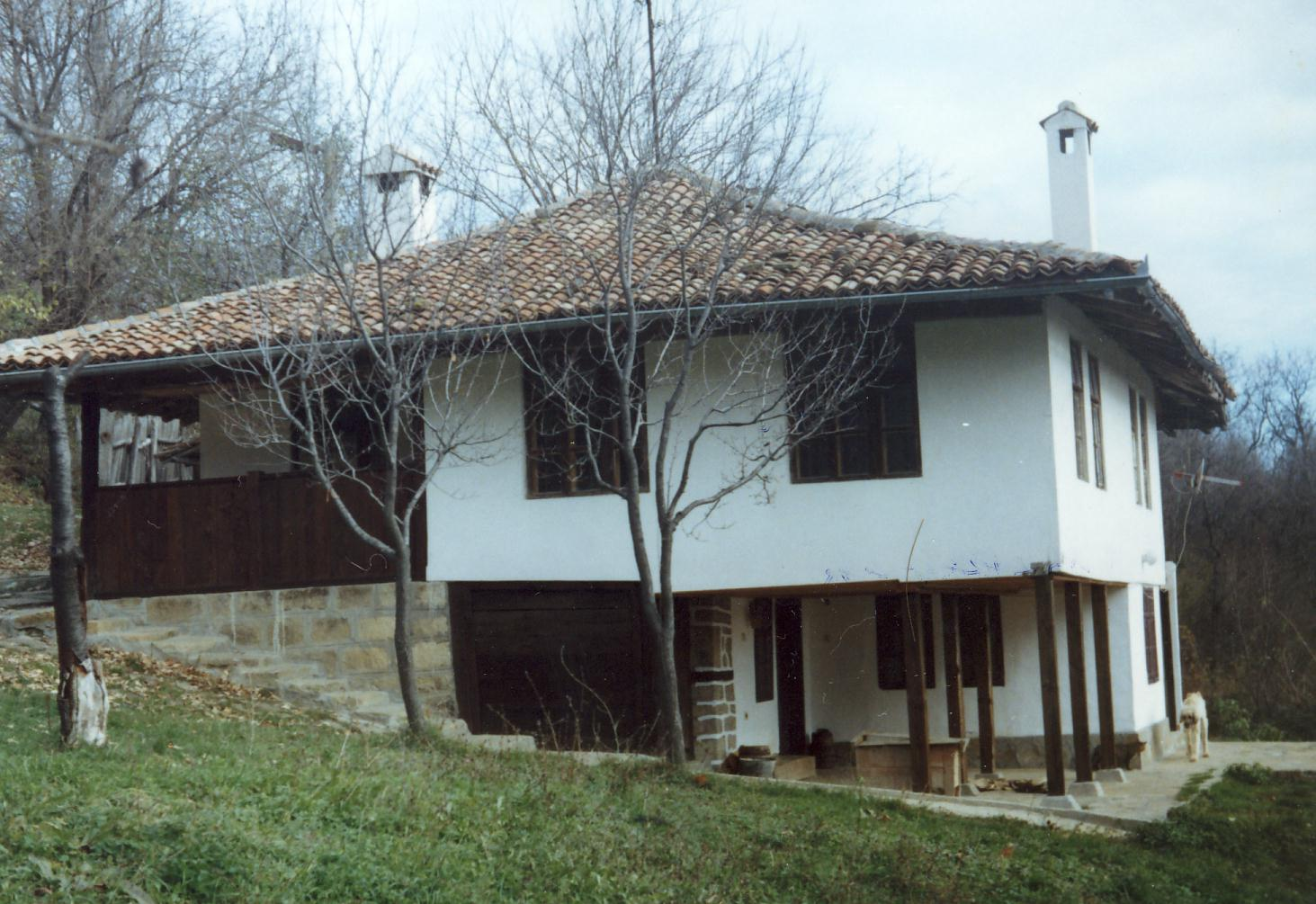
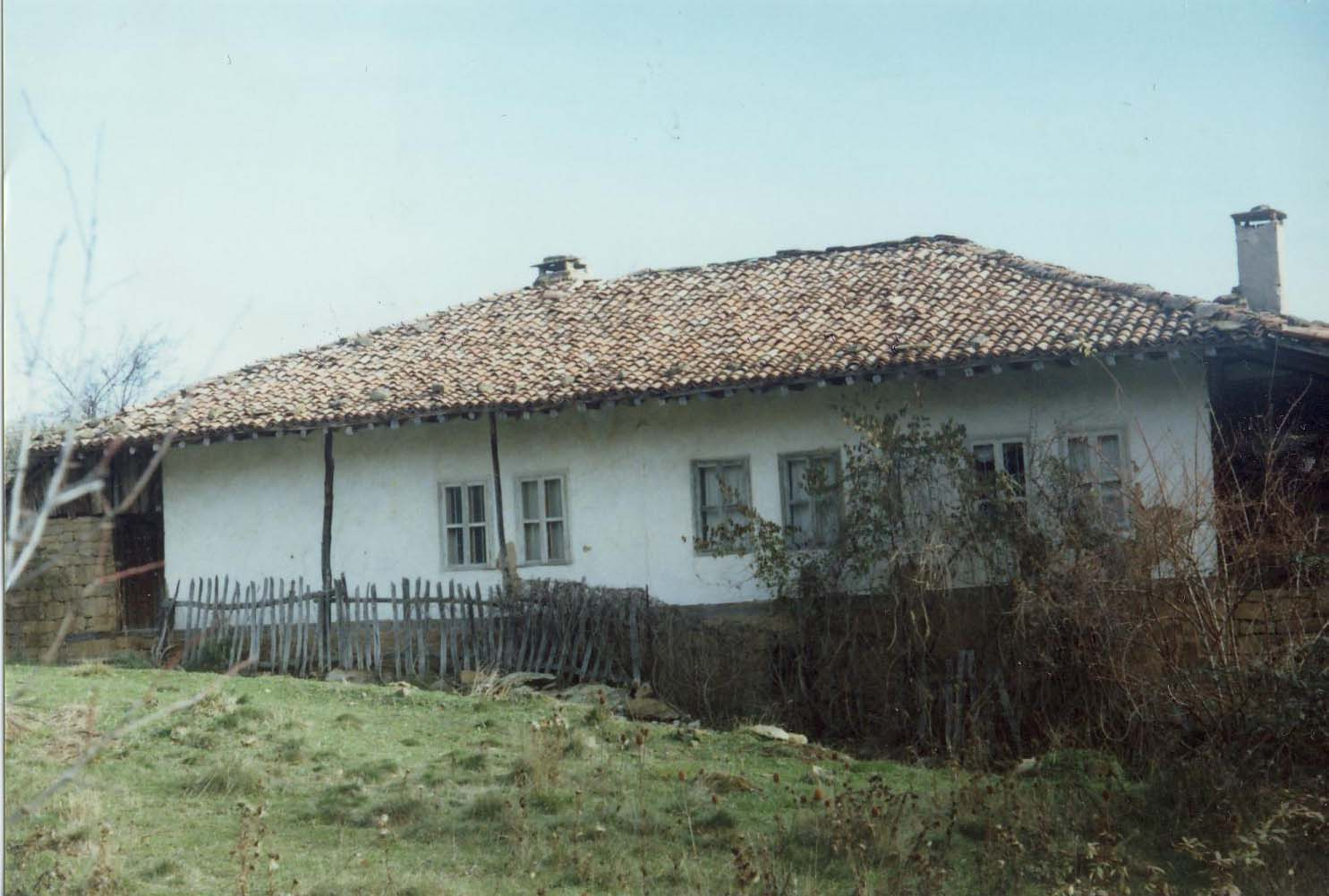

## Политическая ситуация
Дырлевци подчиняется непосредственно общине и не имеет своего кмета.
Кмет (мэр) общины Елена — Сашо Петков Топалов (Болгарская социалистическая партия (БСП)) по результатам выборов.